# Ricky Martin (musikalbum 1999)
Ricky Martin är ett självbetitlat studioalbum av den puertoricanska sångaren Ricky Martin. Det gavs ut den 11 maj 1999 och innehåller 14 låtar.

## Låtlista
| Nr  | Titel                               | Längd |
| --- | ----------------------------------- | ----- |
| 1.  | Livin' la Vida Loca                 | 4:03  |
| 2.  | Spanish Eyes                        | 3:58  |
| 3.  | She's All I Ever Had                | 4:55  |
| 4.  | Shake Your Bon-Bon                  | 3:12  |
| 5.  | Be Careful (Cuidado Con Mi Corazón) | 4:02  |
| 6.  | Love You for a Day                  | 3:43  |
| 7.  | Private Emotion                     | 4:01  |
| 8.  | I'm on My Way                       | 4:36  |
| 9.  | I Am Made of You                    | 4:32  |
| 10. | La Diosa del Carnaval               | 3:58  |
| 11. | You Stay With Me                    | 4:14  |
| 12. | Livin' la Vida Loca                 | 4:03  |
| 13. | Bella                               | 4:55  |
| 14. | I Count the Minutes                 | 4:17  |

## Listplaceringar
| Lista               | Topplacering |
| ------------------- | ------------ |
| Australien          | 1            |
| Belgien (Flandern)  | 16           |
| Belgien (Vallonien) | 21           |
| Finland             | 1            |
| Frankrike           | 21           |
| Italien             | 20           |
| Nederländerna       | 18           |
| Norge               | 1            |
| Nya Zeeland         | 1            |
| Schweiz             | 2            |
| Sverige             | 3            |
| Österrike           | 3            |